# 马里亚克勒弗朗
马里亚克勒弗朗（法語：Marillac-le-Franc，法語發音：[maʁijak lə fʁɑ̃]）是法国夏朗德省的一个市镇，属于昂古莱姆区。

## 地理
马里亚克勒弗朗（45°44'7"N, 0°25'47"E）面积14.49 平方千米，位于法国新阿基坦大区夏朗德省，该省份为法国西部内陆省份，北起德塞夫勒省和维埃纳省，东临上维埃纳省，东南至多尔多涅省，南至多爾多涅省，西接滨海夏朗德省。
与马里亚克勒弗朗接壤的市镇（或旧市镇、城区）包括：圣索尔南、塔波纳-弗勒里尼亚克、伊夫拉克和马莱朗、昂古莱姆地区拉罗什富科、塔杜瓦尔河畔穆兰。

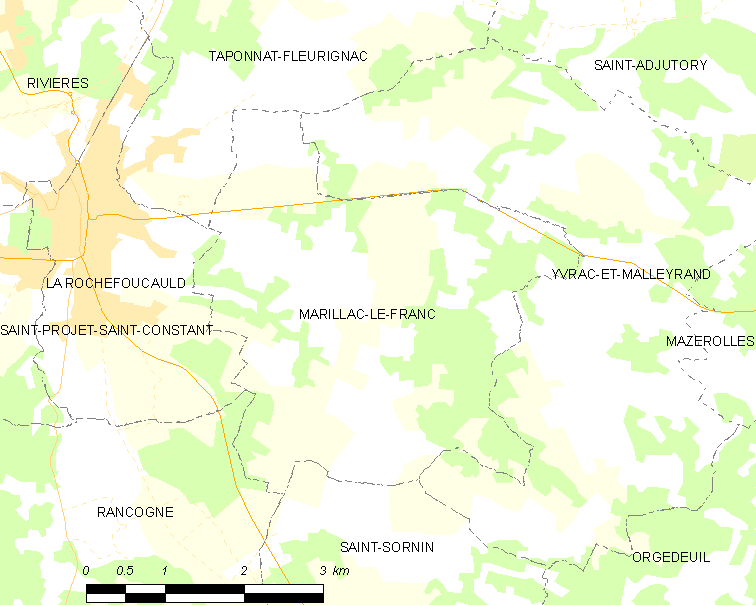
马里亚克勒弗朗的OSM定位图

马里亚克勒弗朗的时区为UTC+01:00、UTC+02:00（夏令时）。

## 行政
马里亚克勒弗朗的邮政编码为16110，INSEE市镇编码为16209。

## 政治
马里亚克勒弗朗所属的省级选区为塔杜瓦尔河谷县。

## 人口

1962-2008年间马里亚克勒弗朗人口变化图示

马里亚克勒弗朗于2022年1月1日时的人口数量为823人。